# Rosario Neira
María del Rosario Neira Piñeiro (Oviedo, 1973) es una escritora y profesora universitaria española, ganadora del Premio Adonáis de poesía.

## Biografía
Licenciada en Filología por la Universidad de Oviedo, se doctoró en Filología Hispánica en la misma universidad. Especializada en literatura y en guiones, ha sido profesora en La Escuela de Cine del Campus de Ponferrada de la Universidad de León, así como en el máster sobre guiones de cine y televisión de la Universidad Carlos III de Madrid. En la actualidad (2015), es profesora ayudante en la Facultad de Educación de la Universidad ovetense. Como investigadora del lenguaje cinematográfico, además de artículos en revistas especializadas y ponencias en seminarios, ha publicado Introducción al discurso narrativo fílmico (2003), dentro de la Colección Perspectivas de Arco/Libro (ISBN 8476355432) y que trata el lenguaje de ficción en el cine y su relación y diferencias narrativas con otros. Rosario Neira es, además, poeta. Con No somos ángeles, ganó el Premio Adonáis de poesía en 1996, obra sobre la que el poeta Claudio Rodríguez resaltó la emoción, imaginación y las sorpresas que ofrecía el estilo de la autora. A esta han seguido Poemas del tránsito y de la espera (2002), Las tierras que atraviesas y De memorias y pérdidas (2013).